# Ma Ha Quý Do
Maha Kaya (Phạn văn: महा काय, chữ Hán: 摩訶貴由 / Ma-kha Quý-do, 摩訶賁田 / Ma-kha Bí-điền; ? - 1458) là tước hiệu của một quốc vương Champa, trị vì trong giai đoạn 1449 - 1458.

## Tiểu sử
Hiện chưa rõ nguyên danh của Maha Kaya, chỉ có thể biết chắc ông là em ruột của vua Maha Kali, làm nhiếp chính quan dưới triều Maha Kali sau khi Maha Vijaya bị lật đổ. Vào năm 1449, Maha Kaya lừa bắt giam Maha Kali và đoạt ngôi báu. Liền đó, ông cử sứ giả đến Đông Kinh dâng biểu cầu phong, nhưng vua Lê không thừa nhận.
Năm 1452 khi Maha Kali từ trần, Maha Kaya lại sai sứ sang Bắc Kinh báo tang và xin được nhà Minh công nhận. Đáp lễ, vua Minh Đại Tông cử sứ thần Phan Bản Ngu đến Vijaya ban sách phong vương cho Maha Kaya. Vào năm 1457, nhân dịp vua Minh Anh Tông trở lại ngai vàng, sứ giả của Maha Kaya lại đến Bắc Kinh chúc mừng, Anh Tông rất hài lòng bèn ban cho phó sứ Champa chuỗi hoa tai bằng vàng.
Năm 1458, Maha Kaya bị người con rể của Maha Vijaya là Maha Saya sát hại và cướp ngôi.